# Festival de Woodstock

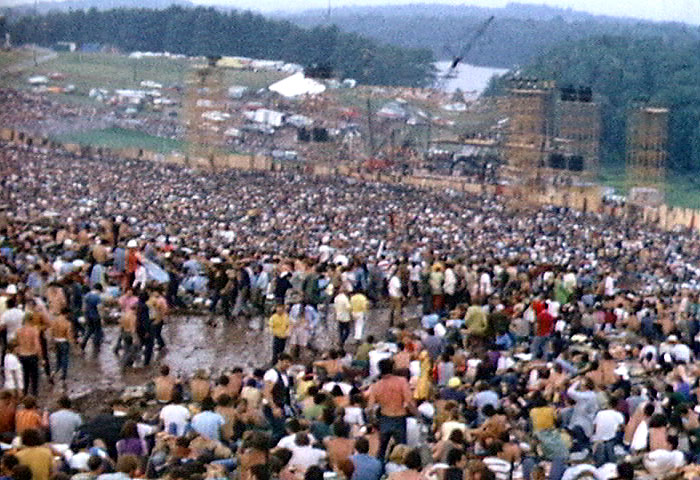
Concert de Woodstock

El festival de música i art de Woodstock va ser un dels festivals de rock més famosos de la història. Va tenir lloc en una granja de Bethel, Nova York, els dies 15, 16 i 17 d'agost de 1969. El festival s'anomena Woodstock perquè inicialment estava programat que tinguera lloc al poble de Woodstock, en Ulster County. L'oposició local quasi aconseguix que se suspenguera l'esdeveniment, però Sam Yasgur va convéncer son pare Max Yasgur per a acollir al concert en els terrenys de la família, localitzats en Sullivan County.
Van morir tres persones en el festival de Woodstock: una deguda a una sobredosi d'heroïna, una altra després d'una ruptura d'apèndix i una última per un accident amb un tractor. També hi va haver dos naixements no confirmats en el festival. Va donar lloc a un famós documental sobre el concert dirigit per Michael Wadleigh i muntat per Martin Scorsese. Va ser estrenat el 1970 i va guanyar el premi Oscar al millor documental. La pel·lícula ha rebut el títol de "culturalment significativa" per la Biblioteca del Congrés dels Estats Units i seleccionada per a la seua conservació en el National Film Registry.
El festival va resultar en el primer festival de masses que més tard es convertiria en un referent en els posteriors festivals, ara celebrats en grans estadis o teatres. Woodstock va ser un dels símbols més importants del moviment hippie, que li donaria cohesió i unificació al moviment.

## El festival

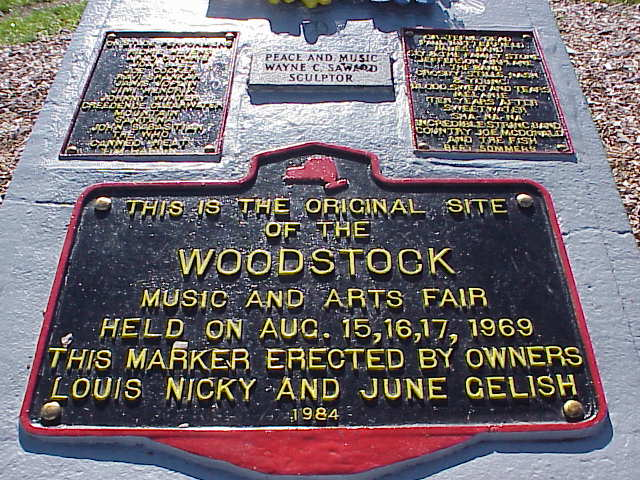
Placa commemorativa, fotografia de Heinrich i Friedl Winter

Woodstock va ser el festival de música i art més gran de tots els temps. Va congregar uns 500.000 espectadors, 250.000 més dels que esperava l'organització, i s'estima que 250.000 no hi van poder arribar. L'entrada costava 18$ americans de l'època per a un sol dia, per la qual cosa en l'actualitat costaria uns 95$; i l'abonament de tres dies estava a 24$.
Woodstock es va convertir en la icona d'una generació de nord-americans farta de les guerres i que pregonava la pau i l'amor com a forma de vida i mostraven el seu rebuig al sistema, és a dir, molta gent que va estar en el festival era hippie, tot i que realment ells no es designen així, ja que aquesta era una denominació despectiva.
El moviment que es va desenvolupar als Estats Units durant la dècada dels 60, es caracteritzava pel fet que els xics portaven cabellera i amulets, les xiques faldes de colors; els seus símbols eren la bandera de l'arc de Sant Martí (que no s'ha de confondre amb la bandera de l'orgull gai, que és la bandera de l'arc de Sant Martí invertida) i l'anomenat símbol de la pau; estaven en contra de la guerra del Vietnam, per la qual cosa Jimi Hendrix va tocar l'himne estatunidenc en elèctric durant el festival per a demostrar que perquè estigueren en contra de la política militar del seu país continuaven sent americans, ja que alguns els consideraven com un moviment antiamericà. Tot i això, val a dir que Hendrix el va fer sonar amb fortes dosis de distorsió i percussió que simulaven el soroll de les metralletes i les bombes esclatant. Hi hagué a la base de la seua interpretació una clara crítica a l'imperialisme militarista que practicaven els EUA. De fet, Hendrix va eixir a l'escenari vestit d'indi (la seua àvia, a més, era cherokee). Els seus ideals eren, a banda del pacifisme, l'amor lliure, la vida en comunes, l'ecologisme, i l'amor per la música i les arts; es va arribar a creure que havien deixat d'existir, ja que des de l'Estiu de l'amor de 1967 i Woodstock van tendir a evitar publicitar-se, tot i que encara continuen existint en nombrosos països, evolucionant algunes comunes hippys a ecoaldees, que també es denominen com a comunes de l'any 2000 i encara seguixen donant-se cita en alguns festivals i trobades per a celebrar la vida i l'amor, com en el Festival de la Pau.
A causa del nombre de d'assistents, les condicions sanitàries deixaven molt a desitjar, ja que es va organitzar el festival pensant que hi acudirien unes 250.000 persones, però al final, segons les estimacions, es va arribar a una capacitat d'unes 500.000, la qual cosa va provocar que hi haguera delinqüència durant el festival, en contrast amb les pretensions que tenia: pretenia ser una celebració a favor de la pau i de l'amor.
Durant el festival es van viure intenses nits de sexe i drogues, destacant el consum de LSD i Marihuana; i rock and roll. Encara que inicialment el concert es va organitzar pensant que comportaria pèrdues per a l'organització, l'èxit del documental sobre l'esdeveniment va fer que finalment resultara un acte rendible. Posteriorment se celebrarien més festivals de Woodstock, però el de 1969 és el Woodstock per antonomàsia.